# Santana Carlos
José Carlos da Silva Santana (Luanda, 15 de Junho de 1983), mais conhecido como Santana Carlos é um futebolista angolano que atua como atacante. Atualmente joga pelo Domant Futebol Clube de Bula Atumba.

## Carreira
Começou a carreira pelo Petro de Luanda, em 2002, tendo conquistado a Taça de Angola com o clube. Foi transferido um ano depois ao Sagrada Esperança, por onde ficou três temporadas - e com o qual conseguiu um título do Girabola em 2005.
Voltou em 2006 ao Petro; e em 2008, conseguiu o prêmio de artilheiro do campeonato com 20 gols em 26 partidas, além do título da liga.
O faro de gol despertou o interesse de vários clubes portugueses, incluindo Sporting Clube de Portugal e Vitória de Guimarães. Apenas o último chegou a negociações avançadas com Santana, e em Janeiro de 2009, foi contratado pelo clube.
Não tendo conseguido anotar um golo pelo clube de Guimarães, além de ter falhado a adaptação na equipe, foi recontratado pelo Petro de Luanda em 2010. Não teve uma passagem destacada como a que teve antes de ir para Portugal, tendo marcado poucos gols durante o tempo em que esteve no clube - marcou apenas dois em 2011, e um em 2012.
No fim de 2012, acabou por ser dispensado e assinou então um contrato de dois anos com a equipe do Bravos do Maquis, para tentar relançar a carreira. Não teve sucesso, além de só ter anotado um tento entre as partidas que jogou.
Em Janeiro de 2015, foi contratado pelo Domant FC.

## Títulos
Por clubes
- Taça de Angola: 2002 e 2012
- Girabola: 2005 e 2008

Individuais
- Artilheiro do Girabola: 2008